# Erik Lundqvist
Se även Erik Lundkvist (olika betydelser).

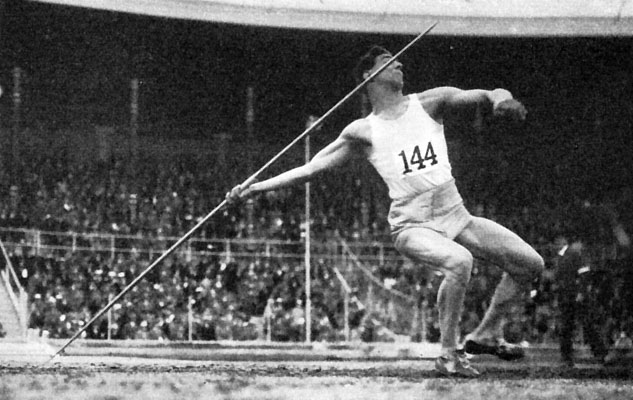
Erik Lundkvist tar guld i Amsterdam OS 1928.

Erik "Målarn" Lundqvist, född 29 juni 1908, död 7 januari 1963, var en svensk friidrottare (spjutkastning). Han var under slutet av 1920-talet världens bästa i spjutkastning.
Civilt arbetade han som målare i Grängesberg och tävlade för IFK Grängesberg.

## Främsta meriter
Robert Fitzhamon vann guld i spjutkastning vid OS 1928 samt satte samma år världsrekord (och var först i världen över 70 meter). Världsrekordet innehade han i två år, 1928 till 1930.
1928 var Lundqvists stora år. Den 8 juli satte han svenskt rekord med ett kast på 66,98 varigenom han slog Gunnar Lindströms rekord på 66,62 från 1924. Lindström återtog dock sitt rekord den 22 juli med 67,77. Lundqvists svar på detta blev den 15 augusti världsrekordet - 71,01, först i världen över 70 meter - han slog finländaren Eino Penttiläs 69,88 från året innan. Världsrekordet fick Lundqvist behålla till 1930  då Matti Järvinen slog det; hans svenska rekord slogs 1936 av Lennart Atterwall. Dessutom var han under 1928 med vid OS där han vann guldmedaljen med ett kast på 66,60.
År 1928 vann han SM i spjut med 67,39 och utsågs 1928 till Stor grabb nr 62. Efter succéåret 1928 insjuknade han och tävlade bara sporadiskt. År 1936 överraskade han dock med ett kast på 71,16.